# Vatin
Pour les articles homonymes, voir Vatin (homonymie).

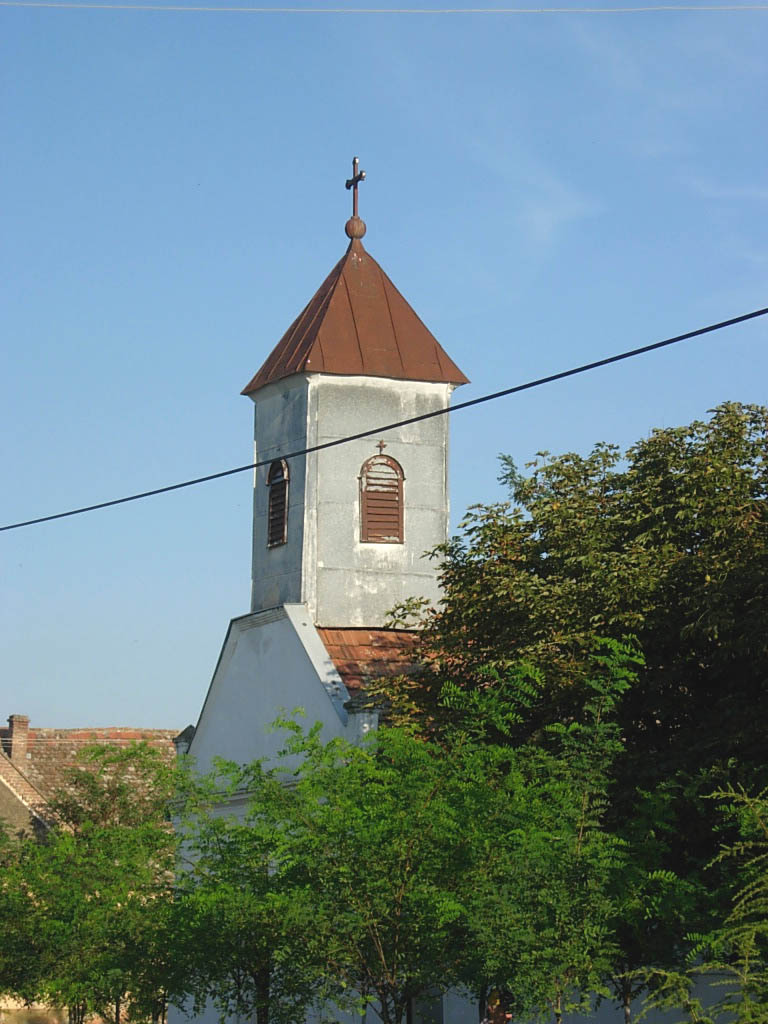
L'église catholique de la Naissance-de-la-Sainte-Vierge-Marie à Vatin

Vatin (en serbe cyrillique : Ватин ; en hongrois : Versecvát ; en allemand : Wattin) est un village de Serbie situé dans la province autonome de Voïvodine. Il fait partie de la municipalité de Vršac dans le district du Banat méridional. Au recensement de 2011, il comptait 239 habitants.

## Géographie

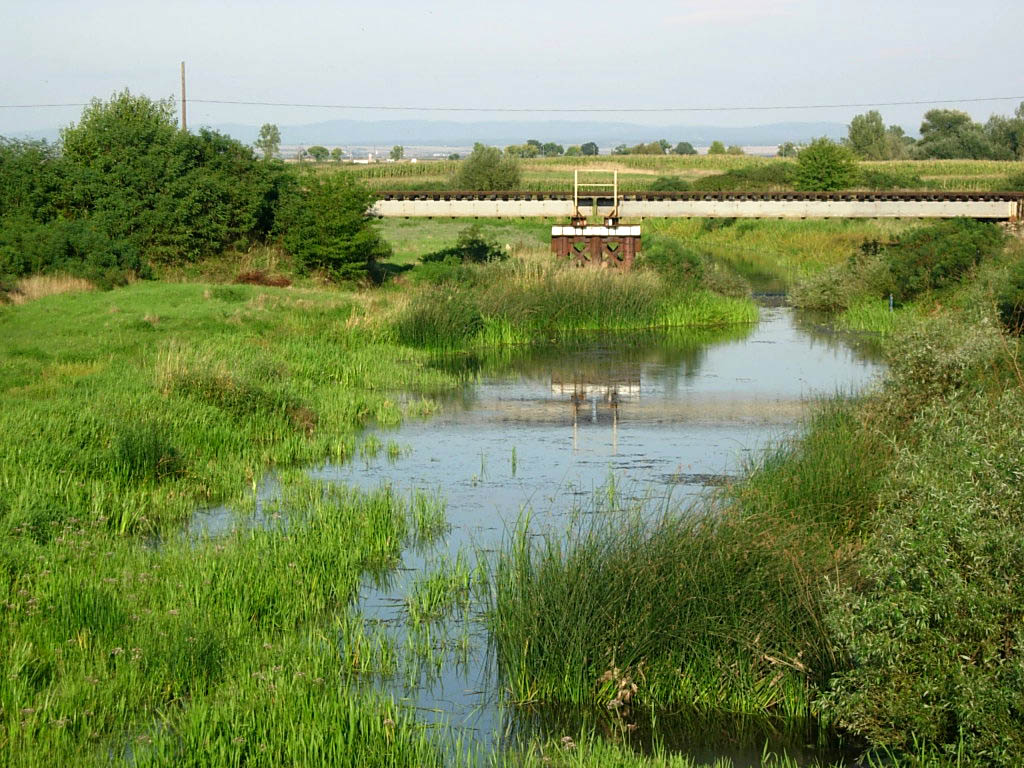
La rivière Moravica près de Vatin

## Démographie

### Évolution historique de la population
| 1948 | 1953 | 1961 | 1971 | 1981 | 1991 | 2002 | 2011 |
| ---- | ---- | ---- | ---- | ---- | ---- | ---- | ---- |
| 548  | 586  | 553  | 489  | 417  | 316  | 250  | 239  |

|  |